# Pterisanthes quinquefoliolata
Pterisanthes quinquefoliolata är en vinväxtart som beskrevs av Merrill. Pterisanthes quinquefoliolata ingår i släktet Pterisanthes och familjen vinväxter. Inga underarter finns listade i Catalogue of Life.